# 79 Dywizja Piechoty (Imperium Rosyjskie)
79 Dywizja Piechoty (ros. 79-я пех. дивизия) – rezerwowa dywizja piechoty Imperium Rosyjskiego, okresu działań zbrojnych I wojny światowej.
Powstała z 44 Dywizji Piechoty z Kurska (21 Korpus Armijny, 3 Armia).

## Struktura organizacyjna
Lipiec 1914:
- dowództwo dywizji
- 313 Bałaszewski pułk piechoty
- 314 Nowooskolski pułk piechoty
- 315 Głuchowki pułk piechoty
- 316 Chwałyński pułk piechoty